# Andreas Jonæ Hyltenius
Andreas Jonæ Hyltenius, född 1598, död 4 april 1666 i Ölmstads socken, var en svensk präst och riksdagsman.

## Biografi
Andreas Jonæ Hyltenius föddes 1598 på Hyltan och var son till torparen Jonas. Han blev 1629 komminister i Hemmesjö församling och 1638 kyrkoherde i Ölmstads församling. Biskopen Nicolaus Krokius skrev 23 maj 1638 till Axel Oxenstierna att han tog bort de tidigare tre förslagna kyrkoherdarna (Sveno Bernhardi, Lars Canuti och Joen Broke), för att istället föreslå Hyltenius. Hyltenius var riksdagsman 1640 i Nyköping och 1654 i Uppsala. Han bekostade målandet av kyrkan, sakristian och predikstolen i Ölmstads kyrka som uppgick till 2000 daler silvermynt. Han klagade 1651 över att församlingen lidit sedan socknen underställdes Visingsborgs grevskap. Hyltenius avled 4 april 1666 i Ölmstads socken och begravdes 27 maj samma år av biskopen Zacharias Lundebergius. En gravsten finns bevarad på kyrkogården över Hyltenius och hans fru.
Hyltenius gifte sig 1631 med Anna Jönsdotter Gahm (1608–1674). Hon var dotter till kyrkoherden Johannes Petri Slethoegius i Kulltorps församling. Den fick tillsammans barnen Maria Hyltenia (född 1633) som var gift med kyrkoherden Petrus Ulmstadius i Svarttorps församling, professorn Nicolaus (1635–1702), assessorn Laurentius Hyltenius (1637–1697), Anna Hyltenia (född 1638) som var gift med kyrkoherden Petrus Wirestadius i Malmbäcks församling, Christina Hyltenia (1640–1706) som var gift med kyrkoherden Nicolaus Jonæ Ölander i Ölmstads församling, borgmästaren Jonas Hyltenius (1642–1687) i Nyköpings stad, kammarrådet Johannes Silfvercrantz (1645–1717), Catharina Hyltenia (1647–1695) som var gift med lagmannen Olof Sandberg i Värmland, Sara Hyltenia (född 1650) som var gift med notarien Anders Korp och kronobefallningsmannen Peterus Drufva och notarien Abraham Hyltenius (född 1652).